# 總督府 (墨爾本)

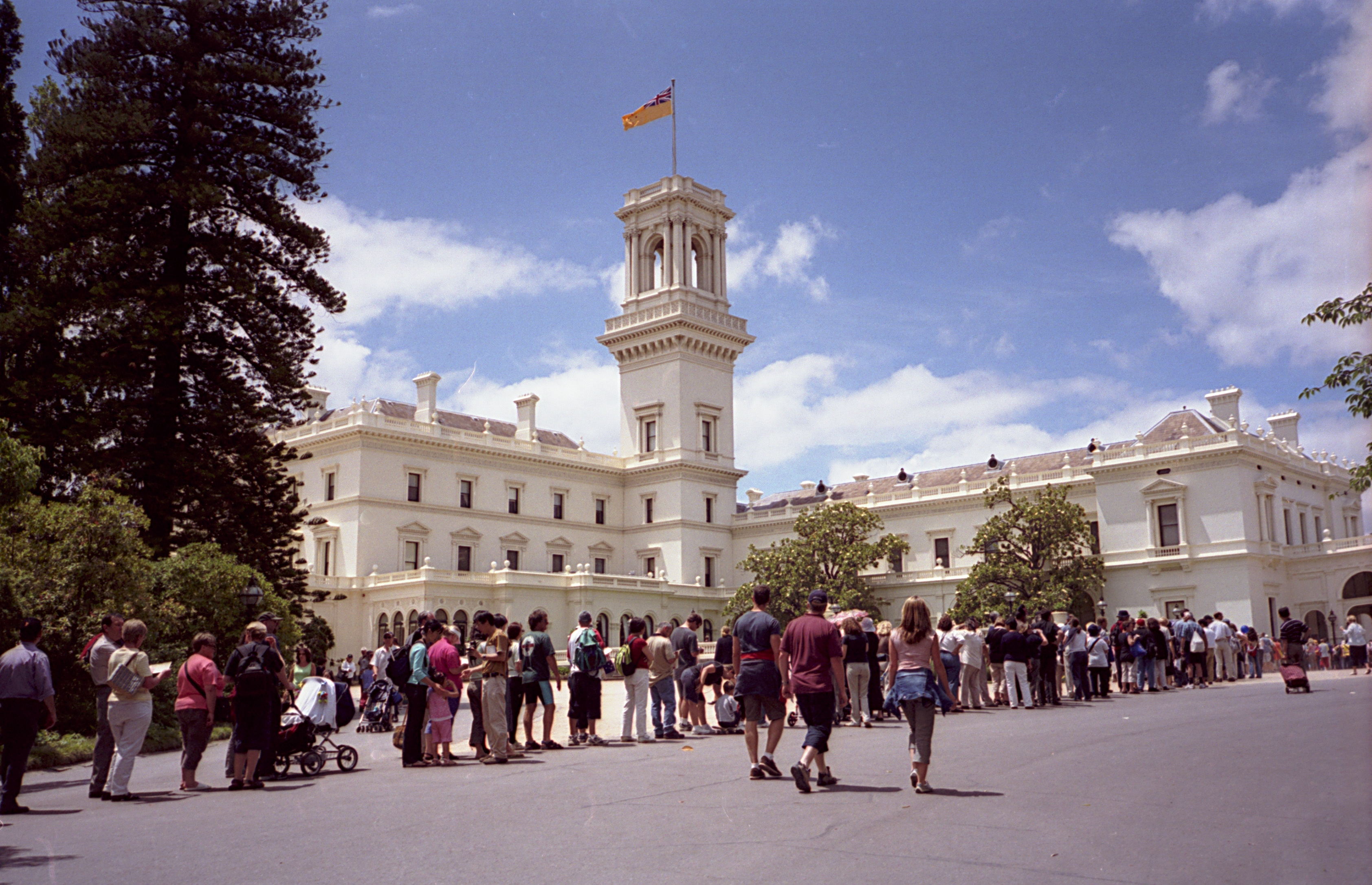
總督府

總督府（Government House）是維多利亞州州長的官邸，位於澳大利亞維多利亞州首府墨爾本，靠近维多利亚皇家植物园。總督府在1901年至1930年期間也是澳大利亞總督的官邸，是舊英國殖民地最大的官邸，面積是愛爾蘭總統府的兩倍。

## 外部連結
- 官方网站
- Government House Victoria - Virtual Tour

37°49′41″S 144°58′37″E / 37.827939°S 144.976939°E